# Turaco-violeta
O Turaco-violeta (Tauraco violaceae) é uma espécie de ave da família Musophagidae.

## Distribuição e habitat
É residente na África Ocidental e tem uma distribuição muito alargada, desde o Senegal até à Nigéria, com populações isoladas no Chade e na República Centro-Africana. Ocorre em savanas tropicais, zonas húmidas, bosques e florestas.